# Bart Nieuwkoop
Bart Nieuwkoop (ur. 7 marca 1996 w Bergen op Zoom) – holenderski piłkarz grający na pozycji obrońcy w belgijskim klubie Royale Union Saint-Gilloise.

## Życiorys
W czasach juniorskich trenował w RCB Roosendaal i w Feyenoordzie. W 2015 roku został piłkarzem pierwszego zespołu tego ostatniego.
W rozgrywkach Eredivisie zadebiutował 4 października 2015 w wygranym 2:1 meczu z De Graafschap. Grał w nim od pierwszej minuty oraz został zmieniony w 68. minucie przez Tonny’ego de Vilhena. W sezonie 2016/2017 świętował wraz z klubem zdobycie mistrzostwa kraju.

## Statystyki kariery
(aktualne na koniec sezonu 2020/2021)
| Klub              | Sezon     | Liga     | Liga       | Liga  | Liga | Puchar krajowy | Puchar krajowy | Rozgrywki europejskie | Rozgrywki europejskie | W sumie | W sumie |
| Klub              | Sezon     | Liga     | Liga       | Mecze | Gole | Mecze          | Gole           | Mecze                 | Gole                  | Mecze   | Gole    |
| ----------------- | --------- | -------- | ---------- | ----- | ---- | -------------- | -------------- | --------------------- | --------------------- | ------- | ------- |
| Feyenoord         | 2015/2016 | Holandia | Eredivisie | 5     | 0    | 0              | 0              | 0                     | 0                     | 5       | 0       |
| Feyenoord         | 2016/2017 | Holandia | Eredivisie | 13    | 0    | 1              | 0              | 2                     | 0                     | 16      | 0       |
| Feyenoord         | 2017/2018 | Holandia | Eredivisie | 14    | 0    | 2              | 0              | 4                     | 0                     | 20      | 0       |
| Feyenoord         | 2018/2019 | Holandia | Eredivisie | 13    | 0    | 3              | 0              | 2                     | 0                     | 17      | 0       |
| Willem II Tilburg | 2019/2020 | Holandia | Eredivisie | 17    | 0    | 3              | 0              | 0                     | 0                     | 20      | 0       |
| Feyenoord         | 2020/2021 | Holandia | Eredivisie | 15    | 0    | 3              | 0              | 3                     | 0                     | 21      | 0       |
| W sumie           | W sumie   | W sumie  | W sumie    | 77    | 0    | 12             | 0              | 11                    | 0                     | 100     | 0       |